# فرج الذويبي
فرج الذويبي
فرج الذويبي (في 14 سبتمبر 1991) هو لاعب جودو تونسي مخص في وزن أقل من 60كغ. بطل إفريقيا الحالي وللمرة الثانية على التوالي، كما أنه صعد على منصة التتويج في بطولة العالم للجودو 2013 في ريو دي جانيرو بعد فوزه بالميدالية البرونزية.

## وصلات خارجية
- فرج الذويبي على موقع الفيدرالية الدولية للجودو (الإنجليزية)
- فرج الذويبي على موقع JudoInside.com (الإنجليزية)
- فرج الذويبي على موقع AllJudo.net (الفرنسية)
- هاشم السلامي في JudoInside